# National Coalition of Black Lesbians and Gays
La National Coalition of Black Lesbians and Gays (abrégé en NCGB, anciennement National Coalition of Black Gays) est la première organisation nationale américaine de défense des droits des homosexuels afro-américains et du tiers monde . 
En 1979, alors que de nombreuses organisations de défense des droits des homosexuels basées à Washington DC s'opposent à la Marche nationale sur Washington pour les droits des lesbiennes et des gays, le soutien de la NCBG à la marche ouvre la voie à l'événement.

## Histoire

### Fondation
En 1978, A. Billy S. Jones (en), Darlene Garner (en) et Delores P. Berry (en) fondent la National Coalition of Black Gays (NCBG) à Columbia dans le Maryland, pour fournir un forum national de plaidoyer pour les homosexuels afro-américains à une époque où aucune autre organisation n'existe pour exprimer leurs vues. Les organisateurs, dont Louis Hughes, Gil Gerald, le révérend Renee McCoy et John Gee sont motivés par la conviction que les organisations gays et lesbiennes existantes ne représentent pas les points de vue et les expériences des Afro-Américains. En 1984, la NCBG ajoute le mot Lesbian. Le siège social de l'organisation déménage à Detroit dans le Michigan brièvement au milieu des années 1980.

### Opération
Des groupes locaux de la NCBLG existent dans des villes comme Philadelphie, New York, Norfolk, Minneapolis, La Nouvelle-Orléans, Atlanta, Chicago, Portland, Saint-Louis, San Francisco, Washington DC, Boston, Richmond. L'organisation veut mettre en avant les préoccupations de la communauté LGBT noire, créer des espaces de socialisation et promouvoir les efforts artistiques de ses membres, notamment via l'organisation d'événements sociaux et de collectes de fonds.

### Dissolution
En 1986, plusieurs dirigeants-clés quittent l'organisation, ce qui mène finalement à la disparition du groupe, sans aucune annonce officielle. En 1990, les toutes dernières activités prennent fin. Le membre-fondateur A. Billy S. Jones déclare « nous venons de disparaître. Certains membres du conseil d'administration ont refusé de reconnaître qu'il était temps de dire au revoir, mais les gens se sont épuisés et se sont estompés ».

## Plaidoyer
L'organisation est reconnue pour son plaidoyer en faveur des droits parentaux des personnes LGBT, et Jones organise spécifiquement des groupes pour soutenir les parents gays et lesbiens à Washington DC. La NCBLG est l'une des premières organisations à se lancer dans la prévention du VIH/Sida parmi la population noire, y compris des brochures utilisant des termes propres à la communauté noire. De plus, elle parraine deux conférences nationales lesbiennes et gays du tiers monde et a publié un magazine d'information, Black/Out. 

### Conférence nationale des lesbiennes et des gays du tiers-monde
La première conférence nationale lesbienne et gay du tiers-monde a lieu à Washington DC en 1979. L'événement a lieu en même temps que la marche nationale de 1979 sur Washington, et accroît le militantisme au sein de la population LGBT noire. La création de la Lambda Student Alliance de l'université Howard, première organisation ouvertement LGBT dans une HBCU, est un exemple de l'influence de l'événement. Des personnes LGBT de couleur des États-Unis, du Mexique, du Canada et des Caraïbes participent à la conférence. Elle attiré plus de participants que la deuxième conférence, tenue deux ans plus tard à Chicago, bien que la conférence de 1981 soit marquée par une plus grande diversité de ses participants Le thème de la deuxième conférence était «un arc-en-ciel uni de force». 

### Black/Out
Black/Out est un magazine trimestriel publié pour la première fois par la NCBLG en 1986. Il offre une source de financement et de soutien à l'organisation. Avec Joseph Beam comme rédacteur en chef, le magazine se définit comme « la voix d'un nouveau mouvement de lesbiennes et de gays noirs » et une « publication révolutionnaire » face à la discrimination. Il vise principalement à mettre en évidence l'effacement des Noirs des espaces LGBT, ainsi qu'à proposer un discours sur la race et l'identité sexuelle. Le bulletin Habari-Habari succède à Black/Out comme une publication bimensuelle à partir de 1980.

## Membres notables
- Michelle Parkerson (en)
- Joseph F. Beam (en)
- Audre Lorde
- Barbara Smith
- Essex Hemphill (en)